# Belin (linguistica)
Belin (trascritto da alcune grafie nella forma bellin, pronuncia in italiano [beˈlin], in ligure [beˈlɪŋ]) è un sostantivo maschile della lingua ligure che indica il pene. Il termine è usato come intercalare tipico del ligure, comunemente utilizzato dai liguri anche quando parlano in italiano (nell'italiano regionale ligure).
Se ne fa uso in prevalenza per comunicare all'interlocutore una forma di sorpresa, stupore o incitamento, similmente ad accidenti o caspita, ma il suo utilizzo e i suoi significati possono essere molto ampi e variegati. Ad esempio il significato della frase cambia a seconda di dove viene posizionata la parola: «belin che focaccia» sta a significare «che buona questa focaccia», spostando la parola in fondo alla frase come in «che fugassa do belin» il significato muta in «che schifo questa focaccia».
Una sfumatura del significato è usata generalmente con tono goliardico, amichevole e familiare nei più vari contesti. Il termine ricorre anche in molte canzoni genovesi.
Il termine, oltre a essere utilizzato in tutta la Liguria, è usato nelle altre zone in cui è diffusa la lingua genovese, come nell'Oltregiogo, nella bassa Lunigiana, specialmente nelle zone di confine con la val di Magra, nelle comunità tabarchine di Carloforte e Calasetta in Sardegna. A Bonifacio e in Corsica risulta piuttosto in disuso, mentre è utilizzato anche da Mentone fino a Nizza.
Si tratta dell'interiezione o esclamazione più usata nella lingua ligure, tanto nel dialetto genovese, quanto nei dialetti savonese, intemelio e nello spezzino.

## Significati
Il termine è usato soprattutto come intercalare durante il discorso o esclamazione. Se usato all'inizio della frase può servire come incipit per una domanda ("Belìn, pioverà mica, stamattina?", alla stregua di "Che ne dici, pioverà questa mattina?"), o sottolineare una sensazione di sorpresa ("Belìn, e chi se l'aspettava?" alla stregua di "Ma dai, e chi se l'aspettava?"), in quest'ultimo caso la parola si può anche porre in mezzo alla frase ("sono uscito da casa e, belin, ha iniziato a diluviare", in modo simile a "sono uscito di casa e, perbacco, ha iniziato a diluviare").
Usato nel mezzo di una perifrasi, serve come pausa rafforzativa, alla stregua di "caspita" ("Sono andato a far la spesa stamattina e, belìn, mi sono dimenticato il portafogli a casa!").
Se usato alla fine della frase può indicare una forma di orgoglio o lagnanza verso l'azione descritta, a seconda del tono ("Sono andato a far la spesa anche stamattina, belìn!": in caso di lagnanza come sinonimo di "uffa"; in caso di tono orgoglioso come sinonimo di "hai visto?")
Nonostante l'etimologia, la parola non ha più un vero e proprio senso volgare o offensivo. Può assumerlo discrezionalmente, ma come significato di base si avvicina a "accidenti", "caspita" o "altroché". Al fine, comunque, di limitare l'uso del termine nel linguaggio quotidiano senza tuttavia rinunciare alla tipica musicalità di questo intercalare, alcuni genovesi sono soliti storpiarlo in belì-scimu (bellissimo) o altre varianti come "belinda", "belan", "belandi" o "beleru" (prive di significato). Questo fenomeno ricorre soprattutto tra i madrelingua liguri presso i quali il termine è etichettato a tutti gli effetti come una paròlla do gatto (parolaccia).
La parola 'belìn' ha una grande varietà di significati a seconda della sua intonazione. Rispondere a una domanda - per esempio "hai mangiato?" - con belìn può indicare: che si ha mangiato troppo ("altroché!"); che si ha mangiato bene ("alla grande!"); in tono sarcastico per indicare che al contrario si ha mangiato poco ("sì, proprio..."). La comunicazione non verbale, gestualità, tono e mimica facciale sono quindi determinanti nel cogliere le diverse accezioni.
Il termine può assumere tono e significato affermativo, stupito, rafforzativo (i più comuni), risentito, iroso, sconsolato, ironico, beffardo e altro ancora.

## Etimologia
Secondo due ipotesi piuttosto diffuse, la parola deriverebbe da termini molto antichi. Da Belanu (o Belenos, Belemnus), divinità protoceltica della luce, della fecondità e della procreazione ed adorata anche dagli antichi Liguri entrati in contatto e convivenza stanziale con popolazioni celtiche. Un'altra teoria propone che il termine sia stato assimilato direttamente, sia dai Celti sia dai Liguri, dall'incontro con le popolazioni mediorientali, in particolare con i Fenici, attraverso il Mediterraneo. In accadico si trova, infatti, Bel con il significato di "Signore", nome comune fenicio del babilonese Marduk, e innu che significa nostro: Bel innu è dunque letteralmente "Nostro Signore", forse incrociato con bêl bêlim "Signore dei Signori". Attribuito ad una divinità fallica assume per trasposizione il significato popolare di "pene". Per Bel e Innu.
La radice protoceltica *ballos deriva dal proto-indoeuropeo * bʰel- ("gonfiarsi") ed associato al greco antico φαλλός phallós e al latino follis. Questo lemma ha dato gli antroponimi, Ballomar (ballo- che significa "arto, membro" e maro che significa "grande"; grande membro) e Andonnoballus (an- intensivo, -donno- che significa "bruno" o "nobile" e ballo; membro bruno o membro nobile).
Secondo altre ipotesi, invece, il termine è affine a "budello" o "budellino" (buelu), (bela) inteso come la parte dell'intestino crasso di taluni animali usata per gli insaccati. L'affinità sarebbe dovuta quindi alla forma del budello. Ma la parola budellino (buelin, beelin) sembra da escludere sia per il valore diminutivo/spregiativo. È da notare che bëlin o bèlin, in macelleria, è la punta di culaccia e ci sono macellai che ancora la conoscono come tale.
Nel testo del 1894 Dell'idioma e della letteratura genovese; studio seguìto da un Vocabolario etimologico genovese di Carlo Randàccio la parola belin è inserita tra le parole "francesi antiche" con il sinonimo di bélier, che significa ariete, maschio di ovino non castrato utilizzato per la riproduzione.
Gli studi più recenti smentiscono l'esistenza delle radici etimologiche citate finora. Secondo il linguista genovese Fiorenzo Toso, docente di Linguistica generale all'Università degli Studi di Sassari e autore del Piccolo dizionario etimologico ligure (Zona, 2015 Lavagna), il termine si è radicato a Genova e dintorni in un periodo piuttosto recente: infatti, nonostante la sua attuale diffusione, è attestato in documenti scritti soltanto a partire dal 1894 (mentre la variante savonese abbellinou – cioè, “minchione, ingenuo, credulone” – compare 52 anni prima). Il professor Toso sostiene che la parola sia arrivata dall'Italia settentrionale padana, dove tra XV-XVI secolo l'espressione belin appare nel dialetto astigiano. Inoltre trova corrispondenza in parole simili diffuse nei territori di Cremona, Brescia, Mantova, Reggio Emilia e Modena: tutte derivate di “bello”, col significato di “giocattolo”, però usate anche per alludere al pene.
Nel "Dizionario Francese-Gallico" di Jean-Paul Savignac, si trova il termine "baline" (Autun, Saône-et-Loire, 1914). Il testo suggerisce che la parola potrebbe avere un doppio senso, oscillando tra il significato di "glande" (parte anatomica), e quello di "ghianda".
Il testo fa un confronto con l'irlandese antico ball ("membro"), il greco phallos ("pene"), il latino follis ("sacco di cuoio", ma con possibili connotazioni sessuali) e il tedesco "bulle" ("toro").

### Varianti
Esistono anche le forme eufemistiche belandi e belan (nello spezzino, derivate da bel'àngiou = bell'angelo), così come belìscimu (=bellissimo, diffusa nel ponente) o berrettin, usate in contesti in cui si voglia cancellare l'allusione sessuale del termine o in conversazione con persone con cui non si ha particolare confidenza o familiarità.
In alcuni varianti locali del ligure, per esempio nel dialetto della Spezia, esiste anche la forma femminile belina, che però si ritrova anche nel genovesato e nell'entroterra, ove esiste anche l'espressione beleina, usata per indicare uno sciocco, uno stolto, indipendentemente dal genere (t'ê 'na beliña = sei uno sciocco - in lingua ligure - "sei una belina" - se si parla in italiano).

## Modi di dire
Come il corrispettivo nella lingua italiana, il sostantivo belìn crea una serie infinita di aggettivazioni, forme verbali e modi di dire:
- abelinàto (abelinòu, o abelinà in spezzino) si dice di persona stolta o poco intelligente. Tipico modo di dire genovese è: «Grande, grosso e abelinòu» (grande e grosso ma molto stupido). Una colorita espressione popolare riporta: Pescou de canna, portou de Cristu, cacciou de vischiu, ciù abelinòu de cuscì no se mai vistu (pescatore con la canna, portatore di Cristo nelle processioni e cacciatore con il vischio, più stupido di così non si è mai visto).
- belina come il successivo, ma senza (quasi o nessuna) intenzione di offendere. Inoltre si usa soltanto come intercalare di un discorso in italiano. Anche indicativo di prostituta.
- belinn-a può essere anche molto offensivo. Equivale all'italiano stronzo, pezzo di merda)
- belinare (anche abelinare o abbelinare) s'intende l'atto di intontire una persona (generalmente con discorsi), oppure si riferisce all'azione tramite la quale si inganna, si raggira.
- belinàta può essere intesa sia come cosa estremamente facile da attuare, sia come azione maldestra, stolta o dannosa, sia come sinonimo di "bugia" o di sciocchezza (es: "non dire belinàte").
- belìno quando si vuole indicare specificamente il pene.
- belinone (u belinun) si dice, spesso in termini affettuosi e/o familiari, di persona tonta, bonaria e facilmente raggirabile.

Belìn viene usato anche, come nell'accezione italiana, per una serie di perifrasi metaforiche:
- portâ via u belìn (genovese) significa, "vai via", "levati di torno" (in senso sarcastico/bonario o imperativo a seconda del tono)
- bàttisene u belìn (genovese), batarse o belìn (spezzino) vuol dire "fregarsene, non dare importanza"; es.: «de ti me ne battu ù belìn!» esiste anche la lezione battu ù belin n' sci scheuggi (mi ci/me ne batto il belino sugli scogli) come estremo rafforzativo.
- imbelinarsi (genovese), verbo che significa "inciampare, cadere"
- imbelinare (genovese), verbo che assume il significato di "creare confusione", o anche quello di "riporre un oggetto senza alcuna cura", praticamente buttandolo - es: «dove metto la giacca?» «imbelinala sul letto!»; può intendersi anche come sinonimo "fare", soprattutto sia nel senso generico di «cosa stai imbelinando?» («cosa stai facendo?»), sia come avvertimento o richiamo verso qualcuno che si ritiene stia facendo qualcosa di errato, rischioso o dannoso, es: «guarda cosa hai imbelinato!» («guarda cosa hai combinato!»)
- avèi u belìn inverso (genovese), avèghe o belìn 'nverso (spezzino) significa "essere in collera" o, semplicemente, "essere di malumore"
- tiâ o belìn (genovese), pigiàe pe-o belìn (spezzino) significa "sfottere, prendere in giro"
- rattaiêu da belin (rattaiêu = trappola), in riferimento a una donna decisamente non casta
- desbelinarsi, riuscir a diventar più spigliato/risolutivo nel fare qualcosa, oppure proprio "darsi da fare"; es.: «desbelinite 'n po, figieu!» («sveglia, datti una mossa, ragazzo!»)
- do belin, Persona/oggetto che non è affidabile. Non è mai in ottica positiva ed è molto raro il suo uso in chiave ironica. «A l'è unna scâ do belin» («è una scala inaffidabile»)
- a belin de can ("alla cazzo di cane"): detto di cosa mal costruita o mal fatta.
- affiâse u belin ("affilarsi il belino"): prepararsi a conquistare una donna.
- avèine u belin pin ("averne il belino pieno"): aver perso la pazienza.
- fâ rïe u belin ("far ridere il belino"): detto di parole o decisioni stupide.
- me gïa u belin ("mi gira il belino"): espressione indicante contrarietà o manifesta insofferenza.
- me n'imbelino ("perbacco"): rafforzativo in risposte affermative («fa freddo?» «me n'imbelino!»).
- me n'imbelino mi ci leva il nome: risposta tipica di chi temporeggia cercando di ricordare un nome.
- ma coze l'ha intu belin sabbietta? ("ma cosa c'ha per la testa?"): detto di persona che fa cose insensate.
- farsi crescere l'unghia al belino: fare astinenza sessuale così a lungo tanto da causare un fenomeno impossibile come la crescita di un'unghia sul membro maschile.
- farsi mangiare il belino dalle mosche: aspettare, temporeggiare, traccheggiare più del dovuto. L'espressione si riferisce all'atto della minzione maschile in luogo pubblico che, se protratta oltre il necessario, può attirare l'arrivo di insetti.
- ho intu belin... ("sono convinto che..."): inserito a inizio frase, considerare il "belino" il centro di elaborazione del pensiero.
- pe o belin de/che... ("per il belino di/che..."): a inizio frase, indica risolutezza nel non voler fare qualcosa ("Per il belino di venire al cinema!/Per il belino che ci vengo!")
- o belin che te neghe ("che il belino ti anneghi") nell'accezione arcaica, in seguito anche interpretata trivialmente come ("un cazzo ti strozzi"): imprecazione generalmente utilizzata in tutta la Liguria.
- pe' in bellu belin ("per un bel belino"): proprio per niente (non ci penso per niente!)

## Belin nella letteratura e nella cultura di massa
- Il francese Rabelais cita in più luoghi la parola - o suoi derivati - nel suo Gargantua e Pantagruel.
- Nella canzone Trilli Trilli del gruppo genovese dialettale I Trilli: "Finché a u mundu a ghe saià a muggé du me vixin nu piggemmu ciû muggé pe' ûn bellu belin (finché al mondo ci sarà la moglie del mio vicino non prenderemo moglie neanche per il cazzo)"
- Nella canzone Sinàn Capudàn Pascià, Fabrizio De André evoca il belìn in una metafora della sfortuna: "a sfurtûn-a a l'è 'n belin ch'ù xeua 'ngìu au cû ciû vixín" (La sfortuna è un "uccello" che vola intorno al culo più vicino).
- Nella canzone A Duménnega (La domenica), Fabrizio De André usa il termine nella tipica forma affermativa di stupore positivo: ou belin che fèsta, ou belin che fèsta (oh diamine che festa, oh diamine che festa).
- Belin è il titolo di una canzone contenuta nell'album Paganini dei Buio Pesto.